# Karol Świerczewski
Karol Świerczewski   (Varsòvia, 22 de febrer de 1897 - Jabłonki, 28 de març de 1947) fou un oficial militar a la Rússia bolxevic i més tard general al servei de la Unió Soviètica, de la Segona República espanyola i del govern polonès immediatament posterior a la II Guerra Mundial.

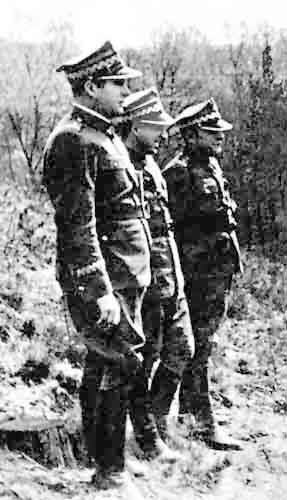
Karol Świerczewski, el primer a l'esquerra, amb Marian Spychalski i Michał Rola-Żymierski

El 1936, sota el nom de General Walter, marxà a Espanya per a combatre l'alçament militar que havia desencadenat la Guerra Civil espanyola. Aviat es guanyà la reputació com a comandament militar competent al capdavant de la XIV Brigada Internacional i després de la 35a Divisió republicana.
En el terreny de les anècdotes produïdes durant la seva estada a Espanya, destaca el fet que la fotògrafa d'origen polonès Gerda Taro (companya de Robert Capa), perdé la vida quan pujà a l'estrep del seu cotxe i un tanc republicà els envestí per accident, durant el caos de la retirada de la batalla de Brunete, el 26 de juliol del 1937.
Al final de la Segona Guerra Mundial va ser instal·lat com un dels líders del Govern Provisional d'Unitat Nacional polonès patrocinat pels soviètics. Poc després, Świerczewski va morir en una emboscada a la carretera rural sota els trets de militants de l'exèrcit insurgent ucraïnès. Va ser una icona de la propaganda comunista durant les següents dècades.